# Paolo Rossi (philosophe)
Pour les articles homonymes, voir Rossi et Paolo Rossi.
Paolo Rossi (né le 30 décembre 1923 à Urbino, mort le 14 janvier 2012 à Florence) est un historien des sciences et un philosophe italien spécialiste de la Renaissance. En France, il est surtout connu pour son ouvrage Aux Origines de la science moderne qui s'intéresse aux fondements de la révolution scientifique du XVIIe siècle en Europe. Il obtient le prix Galilée en 2011.

## Éléments biographiques
Diplômé de l'université de Florence en philosophie en 1946, Paolo Rossi devient professeur d'histoire et de philosophie de 1947 à 1949, au lycée classique Pline le Jeune de Città di Castello, puis assistant d'Antonio Banfi de 1950 à 1959, à Milan.
Il est nommé professeur de philosophie historique à la Faculté de Lettres de l'université de Milan, poste qu'il occupe de 1955 à 1961. Il est ensuite professeur émérite de philosophie à l'Université de Florence de 1966 à 1999.
Parallèlement, il est président de la Società Italiana di Storia della Scienza (Société italienne d'histoire des sciences) de 1983 à 1990, président du Centro Fiorentino di Storia e Filosofia della Scienza (Centre florentin d'histoire et philosophie des sciences) de 1986 à 1995, président depuis 1998 du Comité scientifique Istituto Antonio Banfi, et enfin président depuis 2000 de la Società per lo studio dei rapporti tra scienza e letteratura SISL (Société d'étude sur les rapports entre sciences et littérature SISL).

## Distinctions
Entre autres :  
- En 1980, le prix Pozzale-Luigi Russo est attribué à son essai I segni del tempo: storia della Terra e storia delle nazioni da Hooke a Vico.
- En 1985, il reçoit la médaille George Sarton de la Société américaine d'histoire des sciences.
- En 1988, il devient membre de l'Académie des Lyncéens.
- En 1989, il devient membre de l'Academia Europaea.
- En 2003, il reçoit la médaille Marc-Auguste Pictet 2002 de la Société de physique et d'histoire naturelle de Genève pour ses contributions à l'histoire des sciences.
- En 2009, il devient lauréat du Prix Balzan pour l'histoire des sciences "pour ses contributions originales à l’étude des fondements intellectuels de la science depuis la Renaissance jusqu’au siècle des Lumières"

## Œuvres
en italien
- Giacomo Aconcio, 1952
- Francesco Bacone. Dalla magia alla scienza, 1957
- Clavis Universalis : arti della memoria e logica combinatoria da Lullo a Leibniz, 1960, ré-édition 1983, traduction française Clavis universalis. Arts de la mémoire logique combinatoire et langue universelle de Lulle à Leibniz, éditions Jérôme Millon, 1993
- I filosofi e le macchine 1400-1700, Feltrinelli, 1962
- Le sterminate antichità : studi vichiani, 1969
- Aspetti della rivoluzione scientifica, 1971
- La rivoluzione scientifica, Loescher, 1973
- I segni del tempo : storia della Terra e storia delle nazioni da Hooke a Vico, 1979, traduction anglaise The Dark Abyss of Time: The History of the Earth and the History of Nations from Hooke to Vico, University of Chicago Press, 1987
- La nuova ragione. Scienza e cultura nella società contemporanea, il Mulino, 1981
- I ragni e le formiche : un'apologia della storia della scienza, 1986
- Storia della scienza moderna e contemporanea, Tea, 1988
- La scienza e la filosofia dei moderni, Bollati Boringhieri, 1989
- Il passato, la memoria, l'oblio, 1991
- (dir.), La filosofia, UTET, Turin, 1995, 4 vol.
- La nascita della scienza moderna in Europa, 1997, traduction française La Naissance de la science moderne en Europe, Paris, Seuil, 1999
- Le sterminate antichità e nuovi saggi vichiani, La Nuova Italia, Florence, 1999
- Un altro presente, il Mulino, 1999
- Bambini, sogni, furori : tre lezioni di storia delle idee, Feltrinelli, Milan, 2001
- 1632. Galileo, la Terra, la Luna, Laterza, 2013

en français
- Aux origines de la science moderne, Paris, Seuil, 2004  (ISBN 2020666804)